# Миши празници
Мишите празници, известни и като Мишинден, Мишкинден (Изт. България); Пога̀нци, Пога̀ншляк (Западна България); Мишовѝна, Миша̀ко, Очо̀вден (Югозападна България), са част от празничната система в българския народен календар и се празнуват в чест на мишките, за да не правят те пакости по храната, дрехите, зърното и т.н.
Празниците са с времетраене от един до три дни (по-рядко седем) и са различно разположени в астрономическия календар. Най-често са в деня на Свети Нестор (27 октомври), но в Източна Тракия те се почитат на деня на Света Катерина (24 ноември), а сред рупците в Странджа и Родопите – на Трифоновден (Трифунците – 1, 2 и 3 февруари).
На този ден рано сутринта най-старата жена от къщата отива в обора и взима най-прясното изпражнение на кравата и с него мазва стените на огнището, кътовете и праговете на вратата; мазва хамбара и зимника. Когато се измаже всичко, което се смята за необходимо, остатъка се лепи над горния праг на вратата. На някои места в България за тази цел се ползва кал. Докато извършва тези действия, жената трябва да е със затворени очи (зажумяла). Вярва се, че по този начин се „замазват“ очите на мишките и те остават слепи през годината.
На места в България се палят снопове тръни и една от домакините върти запалените снопове с думите: „Бягайте, мишки, плъхове, защото ви гонят Свети Димитър и Свети Нестор с огън и тръни!“
Другаде (в Източна Тракия) стопанката шие върху парче плат, за да зашие устите на мишките, след което го хвърля в огъня.
Като цяло през този ден не се извършва женска работа.